# Streptanus adenticus
Streptanus adenticus är en insektsart som beskrevs av Dlabola 1967. Streptanus adenticus ingår i släktet Streptanus och familjen dvärgstritar. Inga underarter finns listade i Catalogue of Life.